# Eleição presidencial no Kosovo em 2016
O parlamento do Kosovo realizou eleições indiretas para presidente em 26 de fevereiro de 2016. Elas haviam sido originalmente planejadas para 2013 após mudanças constitucionais previstas para serem aprovadas após o compromisso alcançado após a eleição indireta de 2011. No entanto, em 6 de julho de 2012, o Tribunal Constitucional decidiu que o mandato presidencial não poderia ser interrompido dessa forma.
O ex-primeiro-ministro Hashim Thaçi foi eleito após uma terceira rodada de votação, derrotando Rafet Rama.

## Sistema eleitoral
Para ser eleito, foi necessário que um candidato recebesse pelo menos 80 votos nos dois primeiros turnos de votação, o equivalente a dois terços dos 120 membros da Assembleia. No terceiro turno, a exigência foi reduzida para uma maioria simples de 60 votos.

## Resultados
| Candidato                            | Partido                              | Primeiro turno | Primeiro turno | Segundo turno | Segundo turno | Terceiro turno | Terceiro turno |
| Candidato                            | Partido                              | Votos          | %              | Votos         | %             | Votos          | %              |
| ------------------------------------ | ------------------------------------ | -------------- | -------------- | ------------- | ------------- | -------------- | -------------- |
| Hashim Thaçi                         | Partido Democrático do Kosovo        | 50             | 92.6           | 64            | 97.0          | 71             | 100            |
| Rafet Rama                           | Partido Democrático do Kosovo        | 4              | 7.4            | 2             | 3.0           | 0              | 0              |
| Votos inválidos/branco               | Votos inválidos/branco               | 27             | –              | 15            | –             | 10             | –              |
| Total                                | Total                                | 81             | 100            | 81            | 100           | 81             | 100            |
| Eleitores registrados/comparecimento | Eleitores registrados/comparecimento | 120            | 67.5           | 120           | 67.5          | 120            | 67.5           |
| Fonte:                               |                                      |                |                |               |               |                |                |